# Isola Imperatore
L'isola Imperatore è un piccolo isolotto dell'arcipelago delle isole Dion, nella Baia Margherita della penisola Antartica.

## Storia
L'isola fu mappata per la prima volta nel 1909 dai cartografi francesi della Seconda spedizione Charcot. Nel 1948 l'isola fu esplorata da una spedizione della British Antarctic Survey e battezzata dal Comitato britannico per i toponimi antartici con l'attuale toponimo  per la presenza sull'istmo all'estremità sud-orientale dell'isola di un sito di nidificazione del pinguino imperatore.

## Conservazione
La colonia di pinguini imperatore che diede il nome all'isola, una delle più settentrionali e una delle poche sulla terra ferma, è andata progressivamente riducendosi di numero: i membri della spedizione britannica nel 1953 censirono circa 150 coppie nidificanti, ma immagini aeree raccolte tra il 1998 e il 2005 riuscirono a identificare non più di una ventina di coppie. Una ulteriore ricognizione effettuata nel 2009 non individuò neanche un esemplare. Si tratta di uno dei primi casi documentati di effetti del cambiamento climatico sulle abitudini riproduttive di questa specie.
Nonostante la scomparsa dei pinguini imperatore l'isola mantiene un interesse dal punto di vista avifaunistico in quanto sito di riproduzione di numerose specie tra cui il cormorano antartico (Leucocarbo bransfieldensis), il pinguino di Adelia (Pygoscelis adeliae), l'uccello delle tempeste di Wilson (Oceanites oceanicus), il gabbiano del kelp  (Larus dominicanus) e lo stercorario antartico (Catharacta antarctica).
Per tali ragioni il territorio dell'isola è protetto dal Trattato Antartico come Area Specialmente Protetta dell'Antartide (codice ASPA 107).
L'isola è inoltre classificata da BirdLife International come Important Bird Area.